# Gare de Jlobin-Passagers
 (janvier 2023).
Si vous disposez d'ouvrages ou d'articles de référence ou si vous connaissez des sites web de qualité traitant du thème abordé ici, merci de compléter l'article en donnant les références utiles à sa vérifiabilité et en les liant à la section « Notes et références ».
La gare de Jlobin (en biélorusse : Жлобін (станцыя) ; en ukrainien : Жлобин-Пасажирський) est la gare ferroviaire de Jlobin.

## Situation ferroviaire
Elle  se trouve sur la ligne électrifiée Minsk - Gomel et de la ligne non électrifiée Mogilev I - Kalinkovitchi

## Histoire
La gare est mentionnée en 1871 dans le projet de ligne Libau - Romny comme Osterman. ouverte en 1873 et son bâtiment date de 1903.

### Desserte

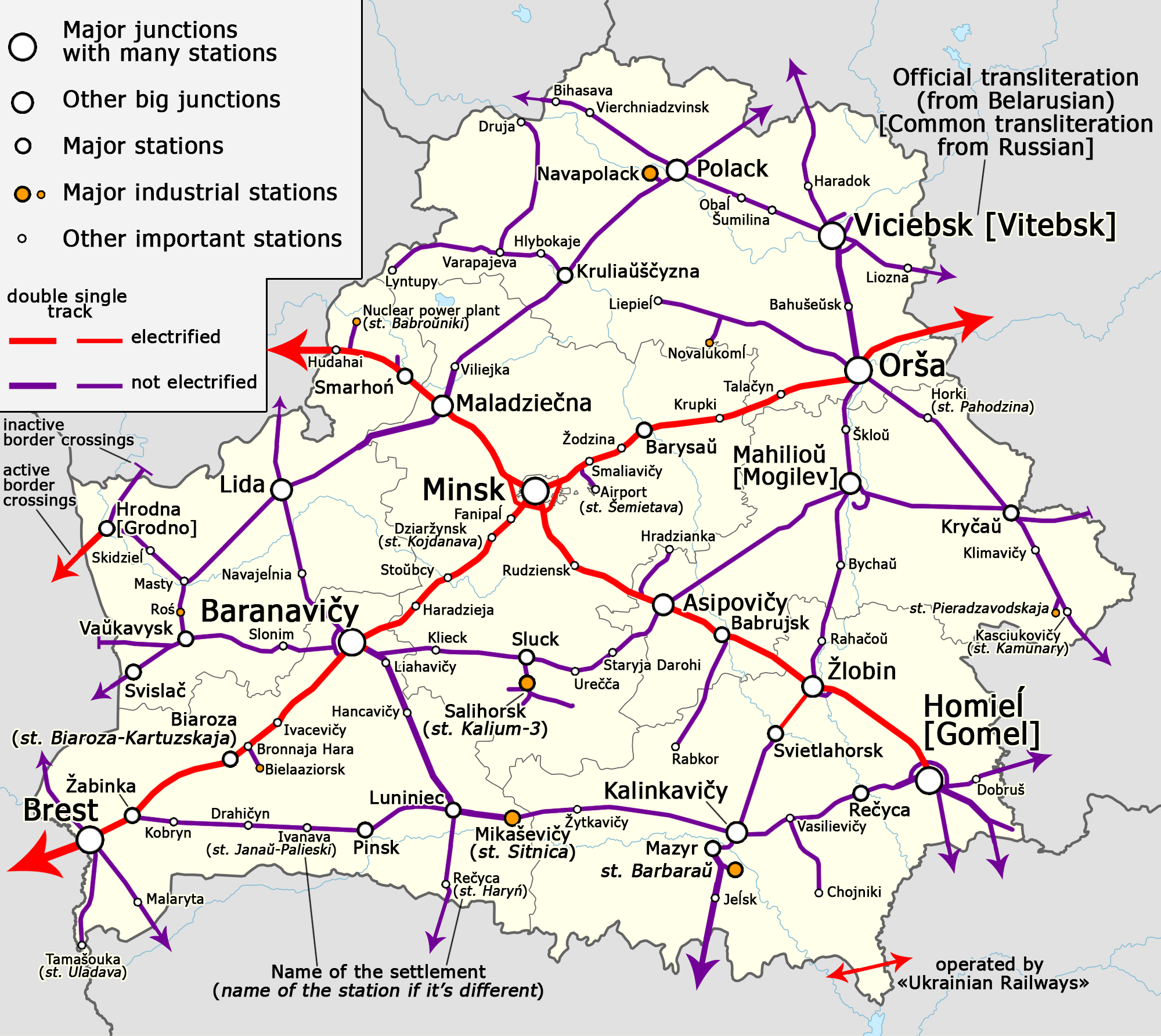
Le réseau ferroviaire.